# Ninni Huldt
Ninni Huldt, född 18 mars 1879 i Stockholm, död 19 juni 1969 i Strängnäs, var en svensk lokalpolitiker (frisinnad). 
Hon blev 1911 en av de första 37 kvinnliga stadsfullmäktige i Sverige, och den första kvinnliga ledamoten i Strängnäs stadsfullmäktige. 
Hon studerade 1898–1901 vid Högre lärarinneseminariet och var sedan lärare vid Strängnäs Elementarlärovark för flickor. Hon var nykterist och engagerad i Sveriges studerande ungdoms helnykterhetsförbund. 